# Lepidophyma chicoasensis
Espèce
Statut de conservation UICN

 DD  : Données insuffisantes
Lepidophyma chicoasensis est une espèce de sauriens de la famille des Xantusiidae.

## Répartition
Cette espèce est endémique du centre du Chiapas au Mexique.

## Description
Lepidophyma chicoasensis mesure au maximum 78 mm.

## Étymologie
Son nom d'espèce, composé de chicoas[én] et du suffixe latin -ensis, « qui vit dans, qui habite », lui a été donné en référence au lieu de sa découverte, la ville de La Presa de Chicoasén.

## Publication originale
- Álvarez & Valentín, 1988 : Descripción de una nueva especie de Lepidophyma (Reptilia: Xantusiidae) de Chiapas, Mexico. Anales de la Escuela Nacional de Ciencias Biológicas, vol. 32, p. 123-130.